# Entre-Lagos
Entre-Lagos est une ville mozambicaine du district de Mecanhelas dans la province de Niassa. En 2015, elle compte environ 40 000 habitants.
Elle est située à la Frontière entre le Malawi et le Mozambique, en face de la ville de Nayuchi (au Malawi), et est l'un des points de passage du pays autorisés à accorder des visas frontaliers.
La ville abrite une gare ferroviaire importante, sur le chemin de fer de Nacala, qui relie le Malawi au Mozambique.
Le nom « Entre-Lagos » fait référence aux lacs Chilua (sud) et Chiuta (nord), la localité étant située entre les deux.